# 2023년 지진
아래 목록은 2023년 발생한 지진의 목록이다. 이 목록에는 규모 6 이상이거나, 지진으로 인명 피해나 재산 피해가 일어났거나, 기타 신뢰 가능한 출처에서 유력하게 다룬 지진을 수록한다. 지진이 일어난 시각은 전부 협정 세계시로 표기한다.
2023년 한 해 동안 규모 M7급 이상의 지진은 총 19차례 발생했으며, 2022년에 이어 2년 연속 M8.0 이상의 지진이 발생하지 않았다. 지진으로 총 64,118명이 사망했으며 이는 2010년 이후 지진으로 인한 사망자수 중 가장 많은 수치이다. 2월에 발생한 튀르키예-시리아 이중지진 강진으로 59,259명이 사망하며 전 세계 언론 헤드라인을 장식했으며, 처음에 일어난 본진 역시 그 규모가 M7.8로 2023년 지진 중 가장 큰 규모를 기록했다. 9월에는 모로코에서 수 세기만에 최대 규모의 M6.8 지진이 발생해 3천명 가량이 사망했다. 10월에는 아프가니스탄 헤라트주에서 규모 M6.3 지진이 발생해 1,400명 넘게 사망했다. 11월에는 네팔에서 중규모의 지진이 발생해 153명이 사망했다. 12월에는 중국 북부 간쑤성에서 지진이 발생해 151명이 사망하며 2014년 이후 중국에서 가장 많은 사망자가 발생한 지진으로 기록되었다. 그 외에도 에콰도르, 필리핀, 파키스탄에서 큰 지진이 발생했다.

## 연도별 지진 비교
| 규모    | 2013년 | 2014년 | 2015년 | 2016년 | 2017년 | 2018년 | 2019년 | 2020년 | 2021년 | 2022년 | 2023년 |
| ------- | ------ | ------ | ------ | ------ | ------ | ------ | ------ | ------ | ------ | ------ | ------ |
| 8.0–9.9 | 2      | 1      | 1      | 0      | 1      | 1      | 1      | 0      | 3      | 0      | 0      |
| 7.0–7.9 | 17     | 11     | 18     | 16     | 6      | 16     | 9      | 9      | 16     | 11     | 19     |
| 6.0–6.9 | 123    | 143    | 127    | 131    | 104    | 118    | 135    | 111    | 141    | 117    | 128    |
| 5.0–5.9 | 1,460  | 1,580  | 1,413  | 1,550  | 1,447  | 1,671  | 1,484  | 1,315  | 2,046  | 1,603  | 1,637  |
| 4.0–4.9 | 11,877 | 15,817 | 13,777 | 13,700 | 10,544 | 12,782 | 11,897 | 12,135 | 14,643 | 13,707 | 13,816 |
| 총 합   | 13,480 | 17,552 | 15,336 | 15,397 | 12,102 | 14,589 | 13,530 | 13,572 | 16,849 | 15,438 | 15,600 |

감지된 지진 횟수의 증가가 '실제 일어난' 지진 횟수가 증가한 것이라 말할 수는 없다. 인구 증가, 인간 거주 구역의 광역화, 지진 감지 기술의 발전 등으로 인해 유감지진, 즉 감지된 지진의 횟수는 실제 일어난 지진 횟수와는 상관없이 계속 늘어날 수 있다.

## 사망자수 순 지진
| 순위 | 사망자수 | 규모 | 진앙                        | MMI               | 진원 깊이 (km) | 날짜      | 지진                        |
| ---- | -------- | ---- | --------------------------- | ----------------- | -------------- | --------- | --------------------------- |
| 1    | 59,259   | 7.8  | 튀르키예 카흐라만마라시주   | XII (Extreme)     | 10.0           | 2월 6일   | 2023년 튀르키예-시리아 지진 |
| 1    | 59,259   | 7.5  | 튀르키예 카흐라만마라시주   | X (Extreme)       | 7.4            | 2월 6일   | 2023년 튀르키예-시리아 지진 |
| 2    | 2,960    | 6.8  | 모로코 알하우즈주           | IX (Violent)      | 18.5           | 9월 8일   | 2023년 마라케시사피 지진    |
| 3    | 1,482    | 6.3  | 아프가니스탄 헤라트주       | VIII (Severe)     | 14.0           | 10월 7일  | 2023년 헤라트 지진          |
| 4    | 153      | 5.7  | 네팔 카르날리주             | VIII (Severe)     | 16.5           | 11월 3일  | 2023년 네팔 지진            |
| 5    | 151      | 5.9  | 중국 간쑤성                 | VII (Very Strong) | 10.0           | 12월 18일 | 2023년 지스산 지진          |
| 6    | 21       | 6.5  | 아프가니스탄 바다흐샨주     | V (Moderate)      | 187.6          | 3월 21일  | 2023년 바다흐샨 지진        |
| 7    | 18       | 6.8  | 에콰도르 과야스주           | VII (Very Strong) | 65.8           | 3월 18일  | 2023년 과야스 지진          |
| 8    | 13       | 6.3  | 튀르키예 하타이주           | IX (Violent)      | 16.0           | 2월 20일  | 2023년 튀르키예-시리아 지진 |
| 9    | 11       | 6.7  | 필리핀 소크사르젠 지방 해역 | VIII (Severe)     | 78.0           | 11월 17일 | 2023년 11월 민다나오 지진   |

10명 이상 사망한 지진만 목록에 수록되었다.

## 규모 순 지진
| 순위 | 규모 | 사망자수 | 진앙                           | MMI 진도          | 깊이 (km) | 날짜     | 문서                        |
| ---- | ---- | -------- | ------------------------------ | ----------------- | --------- | -------- | --------------------------- |
| 1    | 7.8  | 59,259   | 튀르키예 카흐라만마라시주      | XII (Extreme)     | 10.0      | 2월 6일  | 2023년 튀르키예-시리아 지진 |
| 2    | 7.7  | 0        | 누벨칼레도니 로열티제도주      | IV (Light)        | 18.0      | 5월 19일 | -                           |
| 3    | 7.6  | 3        | 필리핀 카라가 지방             | VII (Very Strong) | 50.7      | 12월 2일 | 2023년 12월 민다나오 지진   |
| 3    | 7.6  | 0        | 인도네시아 말루쿠주            | VI (Strong)       | 105.2     | 1월 9일  | 2023년 말루쿠주 지진        |
| 3    | 7.6  | 0        | 통가 니우아토푸타푸섬 해역     | VI (Strong)       | 210.1     | 5월 10일 | -                           |
| 6    | 7.5  | -        | 튀르키예 카흐라만마라시주      | X (Extreme)       | 10.0      | 2월 6일  | 2023년 튀르키예-시리아 지진 |
| 7    | 7.2  | 0        | 통가 통가타푸섬 해역           | VI (Strong)       | 167.4     | 6월 15일 | -                           |
| 7    | 7.2  | 0        | 미국 알래스카주 해역           | VII (Very Strong) | 25.0      | 7월 16일 | -                           |
| 9    | 7.1  | 0        | 인도네시아 북수마트라주 해역   | VIII (Severe)     | 15.5      | 4월 24일 | 2023년 수마트라 지진        |
| 9    | 7.1  | 0        | 뉴질랜드 케르매덱 제도 해역    | VII (Very Strong) | 49.0      | 4월 24일 | -                           |
| 9    | 7.1  | 0        | 인도네시아 반다해 해역         | VI (Strong)       | 10.0      | 11월 8일 | -                           |
| 9    | 7.1  | 0        | 바누아투 타페아주 해역         | VI (Strong)       | 48.4      | 12월 7일 | -                           |
| 9    | 7.1  | 0        | 누벨칼레도니 로열티제도주 해역 | IV (Light)        | 36.0      | 5월 20일 | -                           |
| 9    | 7.1  | 0        | 인도네시아 동자와주 해역       | IV (Light)        | 513.5     | 8월 28일 | -                           |
| 15   | 7.0  | 0        | 바누아투 산마주                | VII (Very strong) | 29.0      | 1월 8일  | -                           |
| 15   | 7.0  | 8        | 파푸아뉴기니 동세픽주          | VII (Very strong) | 62.6      | 4월 2일  | 2023년 파푸아뉴기니 지진    |
| 15   | 7.0  | 0        | 인도네시아 북말루쿠주          | V (Moderate)      | 28.6      | 1월 18일 | -                           |
| 15   | 7.0  | 1        | 인도네시아 동자와주            | V (Moderate)      | 594.0     | 4월 14일 | -                           |
| 15   | 7.0  | 0        | 뉴질랜드 케르매덱 제도 해역    | IV (Light)        | 10.0      | 3월 16일 |                             |

위 목록은 규모 Mw7.0 이상인 지진만 수록하였다.

## 월별 지진

### 1월
| 날짜 | 진원 위치                                                  | Mw  | 깊이 (km) | MMI | 주석 | 사상자   | 사상자   |
| 날짜 | 진원 위치                                                  | Mw  | 깊이 (km) | MMI | 주석 | 사망자수 | 부상자수 |
| ---- | ---------------------------------------------------------- | --- | --------- | --- | --- | -------- | -------- |
| 1일  | 인도네시아 파푸아주 자야푸라 동남동쪽 9 km 해역            | 5.5 | 30.8      | V   | 자야푸라에서 병원과 호텔 벽이 부분적으로 붕괴되고 쇼핑몰이 파손되었다. 아베푸라에서는 호텔 한 채가 파손되었다. | -        | -        |
| 1일  | 미국 캘리포니아주 리오델 동남쪽 15 km 지점                 | 5.4 | 30.6      | VII | 2022년 펀데일 지진의 여진이다. 지진으로 일부 가옥이 붕괴되었고 험볼트군에서는 정전 피해가 발생했다. | -        | -        |
| 3일  | 뉴질랜드 와이카토 지방 마타마타 북북서쪽 20 km 지점        | 5.0 | 10.0      | VI  | 100채 이상의 집이 피해를 입었다. 1972년 이후 뉴질랜드 진앙 인근에서 일어난 가장 큰 규모의 지진이다. | -        | -        |
| 4일  | 그리스 중앙그리스주 만두디 동쪽 13 km 해역                 | 4.4 | 9.9       | VI  | 메사피아에서 집 1채가 붕괴되고 여러 채가 피해를 입었다. | -        | -        |
| 5일  | 아프가니스탄 바다흐샨주 조름 남쪽 45 km 지점               | 6.0 | 205.3     | IV  | - | -        | -        |
| 8일  | 바누아투 산마주 포트올리 서북서쪽 23 km 해역               | 7.0 | 29.0      | VII | 호그하버에서 여러 채의 집이 붕괴되거나 피해를 입었다. | -        | -        |
| 9일  | 인도네시아 말루쿠주 투알 서남서쪽 329 km 해역              | 7.6 | 105.0     | VI  | 2023년 말루쿠주 지진 문서 참조. | -        | 11       |
| 10일 | 튀르키예 차나칼레주 베흐람 서남쪽 6 km 지점                | 4.9 | 10.0      | III | 그리스 레스보스섬에서 최소 주택 145채, 학교 4곳, 호텔 2곳이 피해를 입었다. | -        | -        |
| 12일 | 체코 모라바슬레스코주 카르비나 동북동쪽 2 km 지점          | 2.8 | 5.0       | III | 스토나바 인근의 광산이 지진으로 붕괴되어 1명이 사망하고 11명이 부상을 입었다. | 1        | 11       |
| 15일 | 필리핀 동비사야스 지방 카부크가얀 동북쪽 9 km 해역         | 4.8 | 10.0      | V   | 15명이 부상을 입었고 주택 13채가 붕괴되었으며 352채가 피해를 입었고 몇몇 교회와 도로도 피해를 입었다. | -        | 15       |
| 15일 | 알바니아 티라나주 클로스구 서남쪽 10 km 지역               | 4.7 | 17.4      | IV  | 티라나에서 건물 180채가 피해를 입었다. | -        | -        |
| 15일 | 인도네시아 아체주 싱킬 동남쪽 45 km 해역                   | 6.1 | 37.0      | V   | - | -        | -        |
| 15일 | 엘살바도르 아우아차판주 아티키사야 서북쪽 9 km 지점        | 5.2 | 10.0      | VII | 이 날 발생한 219차례의 군발지진 중 가장 큰 규모의 지진이다. 엘살바도르에서 4명이 부상을 입었으며, 주택 713채가 파괴되고 415채가 피해를 입었다. 이웃한 국가 과테말라에서도 주택 55채가 파괴되고 161채가 피해를 입었다.                                                            | -        | 4        |
| 16일 | 일본 오가사와라 제도 외해 해역                             | 6.3 | 405.0     | III | - | -        | -        |
| 17일 | 이란 마잔다란주 주이바르 남쪽 14 km 지점                   | 4.5 | 10.0      | IV  | 지진으로 이란 사리-주이바르 지역에서 3명이 부상을 입고 건물 최소 4채가 피해를 입었다. | -        | 3        |
| 18일 | 인도네시아 고론탈로주 고론탈로 남남동쪽 65 km 해역         | 6.0 | 152.5     | IV  | 보네볼란고현에서 모스크 1채가 붕괴되었다. | -        | -        |
| 18일 | 인도네시아 북말루쿠주 토벨로 서북쪽 153 km 해역            | 7.0 | 28.6      | V   | 모로타이섬에서 주택 2채가 피해를 입었다. 북할마헤라현에서 주택 18채가 피해를 입고 너울성 파도도 겹쳐 홍수 피해도 발생했다. | -        | -        |
| 18일 | 이란 서아제르바이잔주 코이 남쪽 12 km 지점                 | 5.7 | 19.1      | VI  | 2022-2023년 서아제르바이잔주 지진군의 일부이다. | -        | 252      |
| 20일 | 프랑스 과들루프 푸앙트누와 서남서쪽 40 km 해역             | 6.1 | 162.0     | IV  | - | -        | -        |
| 20일 | 아르헨티나 산티아고델에스테로주 캄포갈로 서남쪽 38 km 지점 | 6.8 | 596.8     | III | - | -        | -        |
| 23일 | 인도네시아 서자와주 수카부미 북북동쪽 9 km 지점            | 4.5 | 11.1      | IV  | 2022년 서자와주 지진의 여진이다. 10명이 부상을 입었으며, 이전에 피해를 입었던 일부 건물은 이번 지진으로 붕괴되었으며 치안주르에서도 집 10채가 피해를 입었다. | -        | 10       |
| 24일 | 네팔 수두르파스침주 줌라 서북쪽 62 km 지점                 | 5.4 | 20.3      | V   | 지진으로 산사태가 일어나 1명이 사망했고 4명이 부상을 입었다. 주택 60채가 붕괴되었고 그 외에 400채가 피해를 입었으며 바주라구, 바즈항구를 중심으로 여러 호텔, 학교, 병원, 사찰도 피해를 입었다. 인도 러크나우에서는 지진으로 건물이 붕괴되어 3명이 사망했고 11명이 부상을 입었다. | 4        | 15       |
| 24일 | 아르헨티나 산티아고델에스테로주 캄포갈로 서남쪽 38 km 지점 | 6.4 | 580.0     | II  | 4일 전 일어났던 M6.8 지진의 여진이다. | -        | -        |
| 25   | 중국 쓰촨성 캉딩시 남쪽 30 km 지점                         | 5.4 | 4.0       | VI  | 2022년 루딩 지진의 여진이다. 이전에 피해를 입었던 주택 일부가 붕괴되었으며 루딩현에서는 산사태가 발생했다. | -        | -        |
| 26일 | 뉴질랜드 케르매덱 제도 해역                                | 6.0 | 135.7     | IV  | - | -        | -        |
| 27일 | 인도네시아 서자와주 칠레우니 동북쪽 9 km 해역              | 4.2 | 11.6      | -   | 최소 주택 49채가 피해를 입었으며 반둥현에서 일부 주택이 붕괴되었다. | -        | -        |
| 28일 | 이란 서아제르바이잔주 코이 서남쪽 14 km 지점               | 5.9 | 16.0      | VII | 2022-2023년 서아제르바이잔주 지진군의 일부이다. | 3        | 1,750    |
| 30일 | 코스타리카 푼타레나스주 하코 동남동쪽 9 km 해역            | 4.5 | 36.8      | IV  | 산사태로 하코에서 주택 5채가 붕괴되고 3채가 피해를 입었다. | -        | -        |

### 2월
| 날짜 | 진원 위치                                                     | Mw  | 깊이 (km) | MMI  | 주석 | 사상자   | 사상자   |
| 날짜 | 진원 위치                                                     | Mw  | 깊이 (km) | MMI  | 주석 | 사망자수 | 부상자수 |
| ---- | ------------------------------------------------------------- | --- | --------- | ---- | --- | -------- | -------- |
| 1일  | 필리핀 다바오 지방 바바그 서북쪽 2 km 지점                    | 6.0 | 19.0      | VII  | 지진으로 16명이 부상을 입었다. 주택 8채가 붕괴되었고, 몬테비스타, 뉴바탄, 나부투란 등의 지역에서 주택 543채와 건물 203채, 학고 38채, 슈퍼마켓, 병원등이 큰 피해를 입었다. 산사태도 발생했다. | -        | 16       |
| 1일  | 인도네시아 서자와주 반자르 동남동쪽 22 km 지점                | 4.5 | 10.0      | III  | 지진으로 1명이 부상을 입었다. 가루트현에서 주택 495채와 학교 8채가 피해를 입었다. | -        | 1        |
| 4일  | 이란 케르만샤주 사르폴에자하브 서남쪽 19 km 지점              | 4.7 | 10.0      | V    | 지진으로 카스르에시린에서 공황이 일어나 4명이 부상을 입었다. | -        | 4        |
| 6일  | 튀르키예 카흐라만마라시주 누르다으 동쪽 26 km 지점            | 7.8 | 10.0      | XII  | 2023년 튀르키예-시리아 지진 문서 참조. | 59,259   | 121,704  |
| 6일  | 튀르키예 가지안테프주 누르다으 동남동쪽 18 km 지점            | 6.7 | 9.8       | VIII | 2023년 튀르키예-시리아 지진의 여진이다. | 59,259   | 121,704  |
| 6일  | 튀르키예 카흐라만마라시주 에키뇌쥐 남남동쪽 4 km 지점         | 7.5 | 7.4       | X    | 2023년 튀르키예-시리아 지진 문서 참조. | 59,259   | 121,704  |
| 6일  | 튀르키예 말라티아주 도안셰히르 동남쪽 10 km 지점              | 6.0 | 20.1      | VII  | 2023년 튀르키예-시리아 지진의 여진이다. | 59,259   | 121,704  |
| 6일  | 튀르키예 카흐라만마라시주 괵순 동북쪽 5 km 지점               | 6.0 | 8.5       | VIII | 2023년 튀르키예-시리아 지진의 여진이다. | 59,259   | 121,704  |
| 7일  | 필리핀 비콜 지방 사방인디안 북북동쪽 20 km 해역               | 4.8 | 10.0      | IV   | 북카마리네스주에서 빌딩 21채와 주택 2채가 피해를 입었다.. | -        | -        |
| 8일  | 페루 우앙카벨리카주 빌카구 서남서쪽 15 km 지점                | 3.4 | 10.0      | -    | 우아시칸차구에서 주택 70채와 교회가 피해를 입었다. | -        | -        |
| 8일  | 레바논 바알베크헤르멜주 바샤리 동북동쪽 19 km 지점            | 4.1 | 10.0      | III  | 시리아 하라스타에서 지진으로 건물이 붕괴되어 1명이 사망하고 1명이 실종되었다. | 1        | -        |
| 9일  | 인도네시아 파푸아주 자야푸라 서남서쪽 9 km 해역               | 5.1 | 22.0      | V    | 지진으로 레스토랑 건물이 붕괴되어 4명이 사망하고 5명이 부상을 입었다. 또한 자야푸라에서 주택 15채가 붕괴되었고 기타 29채와 공공건물 5채, 여러 빌딩이 피해를 입었다. | 4        | 5        |
| 13일 | 뉴질랜드 케르메덱 제도 외해                                   | 6.1 | 374.0     | III  | - | -        | -        |
| 14일 | 루마니아 고르지주 렐레슈티 서북쪽 2 km 지점                   | 5.6 | 10.0      | VII  | 고르지주에서 최소 주택 484채와 교회 2채가 피해를 입었다. 돌지주, 후네도아라주, 메헤딘치주에서 건물 19채가 피해를 입었다. 지진으로 데필레울 지울루이 국립공원에서 낙석이 발생했다. 총 19명이 부상을 입었다. 이 중 4명은 공황 상태에서 도망치다가 다치거나 파면에 맞아 다쳤으며, 나머지 15명은 공황발작으로 치료를 받았다. | -        | 19       |
| 15일 | 필리핀 비콜 지방 우손 북북동쪽 10 km 해역                     | 6.1 | 8.0       | VII  | 지진으로 1명이 부상을 입었으며 주택 8채가 붕괴되었고 강당을 포함해 570개 구조물이 피해를 입었다. 마스바테주와 티카오섬에서는 일시적으로 정전도 발생했다. | -        | 1        |
| 16일 | 아프가니스탄 바다흐샨주 파이즈아바드 북북서쪽 21 km 지점      | 4.6 | 56.2      | II   | 파이즈아바드에서 주택 75채가 붕괴되어 어린이 1명이 잔해에 갇혔다가 구조되었다. | -        | -        |
| 17일 | 인도네시아 말루쿠주 투알 서남쪽 130 km 해역                   | 6.1 | 39.7      | V    | - | -        | -        |
| 20일 | 튀르키예 하타이주 사만다 남남서쪽 3 km 지점                   | 6.3 | 16.0      | IX   | 2023년 튀르키예-시리아 지진 문서 참조. | 13       | 1,062    |
| 22일 | 네팔 수두르파스침주 줌라 서북쪽 69 km 지점                    | 4.8 | 27.3      | IV   | 집 2채와 학교가 파괴되었으며, 비치야에서 병원 2채와 집 8채가 피해를 입었다. | -        | -        |
| 23일 | 타지키스탄 고르노바다흐샨 자치주 무르고프 서남서쪽 65 km 지점 | 6.9 | 9.0       | VII  | - | -        | -        |
| 23일 | 튀르키예 아다나주 사임베일리구 동북쪽 13 km 지점              | 3.5 | 5.0       | -    | 크사즈클르의 아연 광산에 붕괴 사고가 발생해 1명이 사망했다. | 1        | -        |
| 23일 | 인도네시아 북말루쿠주 토벨로 북쪽 177 km 해역                 | 6.3 | 97.1      | V    | - | -        | -        |
| 25일 | 튀르키예 니데주 에미르가지 동북동쪽 19 km 지점                | 5.2 | 16.5      | VII  | 에렐리를 중심으로 여러 건물에 심각한 피해가 발생했다. | -        | -        |
| 25일 | 일본 홋카이도 앗케시정 남남동쪽 27 km 해역                    | 6.0 | 55.0      | V    | 일본 기상청 진도 계급 기준 홋카이도 네무로시, 시베쓰정에서 최대진도 5약을 관측했다. 지진으로 하마나카정에서 1명이 집에서 넘어져 부상을 입었다. 구시로정에서는 슈퍼마켓 벽에 금이 가는 피해가 있었다. | -        | 1        |
| 25일 | 파푸아뉴기니 서뉴브리튼주 칸드리안 동북동쪽 31 km 지점        | 6.2 | 37.2      | VI   | - | -        | -        |
| 27일 | 튀르키예 말라티아주 예실리우르트 남남동쪽 8 km 지점           | 5.2 | 10.0      | VII  | 2023년 튀르키예-시리아 지진의 여진이다. 지진으로 건물 30채가 붕괴되었으며 2명이 사망, 140명이 부상을 입었다. | 2        | 140      |

### 3월
| 날짜 | 진원 위치                                          | Mw  | 깊이 (km) | MMI | 주석 | 사상자   | 사상자   |
| 날짜 | 진원 위치                                          | Mw  | 깊이 (km) | MMI | 주석 | 사망자수 | 부상자수 |
| ---- | -------------------------------------------------- | --- | --------- | --- | --- | -------- | -------- |
| 1일  | 파푸아뉴기니 서뉴브리튼주 킴베 서북쪽 106 km 해역  | 6.6 | 600.9     | II  | - | -        | -        |
| 2일  | 바누아투 산마주 포트올리 서남서쪽 83 km 해역       | 6.5 | 17.0      | VI  | - | -        | -        |
| 4일  | 뉴질랜드 커르머덱 제도 외해                        | 6.9 | 211.0     | V   | - | -        | -        |
| 5일  | 필리핀 다바오 지방 바타칸 남남동쪽 9 km 지점       | 5.4 | 10.0      | VI  | 3월 7일 규모 M5.9 지진의 전진이다. 마라구산에서 일부 집이 피해를 입었다. 뉴바탄에서는 학교 천장이 무너지는 사고도 있었다. 뉴바탄과 마라구산을 잇는 도로도 여러 피해가 발생했다.                                    | -        | -        |
| 7일  | 필리핀 다바오 지방 산마리아노 동남동쪽 4 km 지점   | 5.9 | 9.0       | VII | 지진으로 공황이 발생해 60명이 쓰러지고 부상을 입었다. 진앙지 인근에서 집 950채가 붕괴되고 4,840채 이상이 피해를 입었다.                                                                                            | -        | 60       |
| 9일  | 이탈리아 움브리아주 움베르티데 서남쪽 2 km 지점    | 4.3 | 4.4       | IV  | 13명이 부상을 입었고 움베르티데의 여러 건물이 피해를 입었는데 특히나 피에란토니오의 구조물 90%가 붕괴되었다. 500명 가량이 난민이 되었다.                                                                           | -        | 13       |
| 9일  | 이탈리아 움브리아주 움베르티데 남쪽 2 km 지점      | 4.5 | 10.0      | VII | 13명이 부상을 입었고 움베르티데의 여러 건물이 피해를 입었는데 특히나 피에란토니오의 구조물 90%가 붕괴되었다. 500명 가량이 난민이 되었다.                                                                           | -        | 13       |
| 10일 | 콜롬비아 산탄데르주 아라토카                       | 5.4 | 160.2     | IV  | 여러 지자체에서 20채가 넘는 집이 파손되었다. 산힐에서는 집 2채가 심각한 피해를 입어 대피령이 내려졌다. | -        | -        |
| 14일 | 파푸아뉴기니 마당주 마당 동쪽 119 km 해역          | 6.3 | 213.0     | IV  | - | -        | -        |
| 16일 | 뉴질랜드 커르머덱 제도 외해                        | 7.0 | 10.0      | IV  | 라울섬에서 최대 11 cm 높이의 쓰나미가 관측되었다. | -        | -        |
| 18일 | 에콰도르 과야스주 발라오 북북서쪽 8 km 지점        | 6.8 | 68.0      | VII | 2023년 과야스 지진 문서 참조. | 18       | 495      |
| 21일 | 아프가니스탄 바다흐샨주 주름 남남동쪽 40 km 지점   | 6.5 | 192.0     | V   | 2023년 바다흐샨 지진 문서 참조. | 21       | 424      |
| 22일 | 아르헨티나 후후이주 엘아길라르 서남서쪽 86 km 지점 | 6.4 | 228.0     | IV  | - | -        | -        |
| 22일 | 타지키스탄 수그드주 나보보드 북북서쪽 47 km 지점   | 5.8 | 11.6      | VII | 지진으로 3명이 부상을 입었고 진앙 인근 6개 주택에서 주택 72채가 붕괴되었으며 650채가 피해를 입었다. 지진으로 여러 헛간도 무너져 가축 수십마리가 폐사했다. 키르기스스탄 레이레크구에서도 학교 건물이 피해를 입었다. | -        | 3        |
| 24일 | 이란 서아제르바이잔주 코이 서남쪽 13 km 지점       | 5.6 | 11.0      | VII | 2022-2023년 서아제르바이잔주 지진군의 여진이다. 지진으로 165명이 부상을 입었으며 코이와 살마스 인근 10개 마을에서 주택 2채가 붕괴되고 78채가 피해를 입었다.                                                        | -        | 165      |
| 27일 | 솔로몬 제도 이사벨주 부알라 서쪽 75 km 해역        | 6.2 | 79.0      | V   | - | -        | -        |
| 28일 | 일본 홋카이도 미사와시 동북동쪽 129 km 해역        | 6.1 | 37.0      | IV  | 홋카이도 하코다테시 및 아오모리현, 이와테현에서 일본 기상청 진도 계급 기준 최대 진도4를 관측했다. | -        | -        |
| 29일 | 인도네시아 서자와주 수카부미 동북쪽 16 km 지점     | 4.0 | 10.8      | IV  | 지진으로 치안주르에서 집 1채가 붕괴되었고 여러 채가 피해를 입었으며, 쿠게낭구에서 산사태로 집 2채가 파손되었다. | -        | -        |
| 30일 | 칠레 마울레주 콘스티투시온 서남서쪽 105 km 해역    | 6.3 | 26.0      | V   | - | -        | -        |
| 31일 | 파키스탄 발루치스탄 퀘타구 서북쪽 29 km 지점       | 3.4 | 10.0      | V   | 지진으로 아동 3명이 사망하고 5명이 부상을 입었다. 차만에서는 주택 2채가 붕괴되고 여러 채가 피해를 입었다.. | 3        | 5        |

### 4월
| 날짜 | 진원 위치                                               | Mw  | 깊이 (km) | MMI  | 주석 | 사상자   | 사상자   |
| 날짜 | 진원 위치                                               | Mw  | 깊이 (km) | MMI  | 주석 | 사망자수 | 부상자수 |
| ---- | ------------------------------------------------------- | --- | --------- | ---- | --- | -------- | -------- |
| 2일  | 파푸아뉴기니 동세픽주 암분티 동남동쪽 39 km 지점        | 7.0 | 70.0      | VII  | 2023년 파푸아뉴기니 지진 문서 참조. | 8        | 다수     |
| 3일  | 러시아 캄차카 변경주 빌류친스크 남남동쪽 17 km 지점     | 6.5 | 101.1     | VI   | 페트로파블롭스크캄차츠키에서 경미한 피해가 발생했다. 무트놉스카야 발전소가 순간적으로 정지해 주변 지역에 정전이 발생했다. | -        | -        |
| 3일  | 인도네시아 북수마트라주 파당시뎀푸안 서남쪽 72 km 해역  | 6.1 | 84.0      | V    | 만달링나탈현의 일부 주택과 정부청사 건물이 피해를 입었다. | -        | -        |
| 4일  | 필리핀 비콜 지방 기그모토 동쪽 124 km 해역              | 6.2 | 15.0      | IV   | - | -        | -        |
| 4일  | 파나마 치리키주 보카치카 남쪽 71 km 해역                | 6.3 | 16.0      | V    | 치리키주, 베라과스주, 코클레주에서 일부 주택, 학교, 병원이 피해를 입었다. | -        | -        |
| 13일 | 캐나다 브리티시컬럼비아주 포트맥네일 서남쪽 238 km 해역 | 6.0 | 7.0       | III  | - | -        | -        |
| 14일 | 인도네시아 동자와주 투반 북쪽 96 km 해역                | 7.0 | 597.0     | V    | 서자와주와 동자와주에서 주택 1채가 붕괴되고 여러 채가 피해를 입었다. 발리주 타바난현에서는 대피 도중 공황 상태에서 5세 소년이 사망했다. | 1        | -        |
| 18일 | 피지 남쪽 외해                                          | 6.7 | 580.0     | III  | - | -        | -        |
| 19일 | 파푸아뉴기니 서뉴브리튼주 칸드리안 북북동쪽 23 km 해역  | 6.3 | 40.0      | VI   | - | -        | -        |
| 21일 | 인도네시아 동남술라웨시주 무나현 동쪽 321 km 해역       | 6.2 | 4.0       | IV   | - | -        | -        |
| 24일 | 뉴질랜드 커르머덱 제도 외해                             | 7.1 | 29.0      | VII  | 라울섬의 피싱락에서 최대 11 cm 높이의 쓰나미가 관측되었다. | -        | -        |
| 24일 | 인도네시아 북수마트라주 텔룩달람 남남동쪽 170 km 해역   | 7.1 | 34.0      | VIII | 2023년 수마트라 지진 문서 참조. 북수마트라주에서 주택 1채가 붕괴되었고 다른 1채가 피해를 입었으며, 믄타와이 제도에서 집 1채, 병원 2채, 학교 1채가 피해를 입었다. 서수마트라주와 북수마트라주에서 정전이 발생해 89,000채가 피해를 입었다. 바투 제도와 남니아스현에서 최대 11 cm 높이의 쓰나미를 관측했다. | -        | -        |
| 27일 | 네팔 수두르파슈침주 디파얄실가디 동북쪽 71 km 지점      | 5.1 | 10.0      | VI   | 바주라구에서 최소 주택 23채가 큰 피해를 입었다. | -        | -        |
| 28일 | 피지 남쪽 외해                                          | 6.0 | 587.8     | II   | 11초 후에 발생한 M6.6 지진의 전진이다. | -        | -        |
| 28일 | 피지 남쪽 외해                                          | 6.6 | 563.0     | II   | - | -        | -        |

### 5월
| 날짜 | 진원 위치                                            | Mw  | 깊이 (km) | MMI  | 주석 | 사상자   | 사상자   |
| 날짜 | 진원 위치                                            | Mw  | 깊이 (km) | MMI  | 주석 | 사망자수 | 부상자수 |
| ---- | ---------------------------------------------------- | --- | --------- | ---- | --- | -------- | -------- |
| 2일  | 중국 윈난성 바오산시 북북동쪽 29 km 지점             | 5.3 | 17.9      | VII  | 지진으로 10명이 부상을 입었다. 또한 주택 여러 채가 붕괴되었으며 2,805채와 병원이 피해를 입었다. 바오산시에서는 정전 피해도 있었다. 룽양구에서는 산사태도 발생했다.                                                                            | -        | 10       |
| 4일  | 중국 쓰촨성 쉬융현 서남서쪽 19 km 지점               | 4.8 | 29.3      | VI   | 최소 주택 748채가 피해를 입었다. | -        | -        |
| 5일  | 일본 이시카와현 아나미즈정 동북쪽 49 km 지점         | 6.2 | 10.0      | VIII | 2023년 노토반도 지진 문서 참조. | 1        | 44       |
| 5일  | 일본 이시카와현 아나미즈정 동북쪽 44 km 지점         | 5.6 | 8.2       | VII  | 2023년 노토반도 지진의 여진이다. 스즈시에서 산사태가 발생해 집과 여러 구조물이 파괴되었다. | -        | -        |
| 10일 | 통가 니우아토푸타푸 히히포 서북서쪽 95 km 해역       | 7.6 | 210.1     | VI   | - | -        | -        |
| 10일 | 일본 지바현 가쓰우라시 서남서쪽 9 km 지점            | 5.2 | 35.9      | VI   | 지바현 남부 지진 문서 참조. 일본 기상청 진도 계급 기준 지바현 기라사즈시에서 최대진도 5강을 관측했다. 지바현에서 6명이 부상을 입었고 가나가와현에서 3명이 부상을 입었다. 진앙지 인근에서 건물 23채가 피해를 입었다.                           | -        | 9        |
| 17일 | 과테말라 키체주 카니야 남쪽 4 km 지점                | 6.4 | 252.0     | IV   | - | -        | -        |
| 18일 | 그리스 크레타섬 미레스 남남서쪽 7 km 지점            | 5.1 | 9.8       | VI   | 메사라평원에서 일부 주택이 피해를 입었다. 이라클리오에서는 집들의 발코니와 지붕이 붕괴되는 피해도 있었다. | -        | -        |
| 19일 | 누벨칼레도니 로열티제도주 핀스섬 동쪽 339 km 해역    | 7.7 | 18.0      | IV   | 바누아투 레나켈에서 최대 61 cm, 뉴질랜드 노스케이프에서 최대 21 cm, 오스트레일리아 포트켐블라에서 최대 20 cm, 누벨칼레도니 위네에서 최대 19 cm의 쓰나미를 관측했다. 쓰나미 파편은 뉴질랜드 아이퍼러까지 덮쳐졌다.                             | -        | -        |
| 20일 | 필리핀 미마로파 지방 오디온간 서쪽 8 km 지점         | 4.8 | 10.0      | V    | 몇몇이 부상을 입었다. 건물 15채가 피해를 입었으며 롬블론주에서는 산사태도 발생했다. 오디온간에서는 학교 1채가 부분 붕괴되었고 큰 피해를 입었다.                                                                                               | -        | 다수     |
| 20일 | 누벨칼레도니 로열티제도주 핀스섬 동쪽 306 km 해역    | 7.1 | 36.0      | IV   | 5월 19일 일어난 M7.7 지진의 여진이다. 누벨칼레도니 위네에서 최대 14 cm의 쓰나미를 관측했다. | -        | -        |
| 20일 | 누벨칼레도니 로열티제도주 핀스섬 동쪽 307 km 해역    | 6.5 | 10.0      | V    | 5월 19일 일어난 M7.7 지진의 여진이다. | -        | -        |
| 21일 | 남아프리카 공화국 프린스에드워드 제도 외해           | 6.8 | 10.0      | -    | - | -        | -        |
| 21일 | 솔로몬 제도 마키라섬 키라키라 서북서쪽 55 km 해역    | 6.1 | 77.8      | V    | - | -        | -        |
| 22일 | 이란 동아제르바이잔주 하스트루드 동쪽 49 km 지점     | 4.5 | 10.0      | V    | 지진으로 18명이 부상을 입었다. 사랍과 미아네흐 주변 59개 마을에서 주택 3채가 붕괴되고 439채 이상의 주택이 피해를 입었다. | -        | 18       |
| 23일 | 누벨칼레도니 로열티제도주 핀스섬 동쪽 288 km 해역    | 6.1 | 12.1      | VI   | 5월 19일 일어난 M7.7 지진의 여진이다. | -        | -        |
| 24일 | 인도네시아 말루쿠주, 로스팔루스 동북동쪽 328 km 해역 | 6.2 | 166.5     | IV   | - | -        | -        |
| 25일 | 콜롬비아 초코주, 푸에르토오발디아 동북쪽 46 km 해역  | 6.5 | 13.0      | VI   | 아칸디에서 호텔 2곳과 주택 여러 채가 붕괴되었고 일부는 파손되었다. 네코클리에서는 몇몇 주택과 시청 건물이 피해를 입었다. 푸에르토에스콘디도와 라스창가스 마을에서는 지반 균열도 발생했다. 파나마의 라스미나스에서는 선반에 물건들이 떨어졌다. | -        | -        |
| 26일 | 일본 지바현 산무시 남남동쪽 11 km 해역               | 6.1 | 44.5      | V    | 일본 기상청 진도 계급 기준 이바라키현 가미스시와 지바현 조시시에서 최대진도 5약을 관측했다. 이바라키현 미토시에서 1명이 부상을 입었다. 지바현 아사히시에선 건물이 경미한 피해를 입었다.                                                       | -        | 1        |
| 26일 | 칠레 해령 서부                                       | 6.0 | 10.0      | -    | - | -        | -        |
| 27일 | 통가 바바우 제도 네이아푸 서쪽 127 km 해역           | 6.0 | 223.9     | IV   | - | -        | -        |
| 28일 | 아프가니스탄 바다흐샨주 주름 동남쪽 35 km 지점       | 5.3 | 223.8     | V    | 파키스탄 상코히스탄구에서 1명이 사망했다. 파키스탄 바타그람구에서는 축사가 붕괴되어 3명이 부상을 입었다. | 1        | 3        |
| 31일 | 뉴질랜드 오클랜드 제도 외해                          | 6.3 | 9.8       | II   | - | -        | -        |
| 31일 | 미얀마 가친주 밋지나 서남서쪽 121 km 지점            | 5.9 | 10.0      | VIII | 호핀에서 수많은 주택, 건물, 학교, 일부 탑이 피해를 입었다. 인도지호에서는 액상화현상과 지반 균열이 발생했다. | -        | -        |

### 6월
| 날짜 | 진원 위치                                                     | Mw  | 깊이 (km) | MMI | 주석 | 사상자   | 사상자   |
| 날짜 | 진원 위치                                                     | Mw  | 깊이 (km) | MMI | 주석 | 사망자수 | 부상자수 |
| ---- | ------------------------------------------------------------- | --- | --------- | --- | --- | -------- | -------- |
| 3일  | 페루 아레키파주 치아비구 남남동쪽 3 km 지점                   | 5.4 | 10.0      | VI  | 총 건물 5채가 붕괴되었다. 카이요마현에선 주택 800채 이상과 건물 18채가 피해를 입었다. 진앙지 인근에서는 산사태도 발생해 도로도 끊겼다. | -        | -        |
| 6일  | 아이티 그랑당스주 제레미 동북쪽 9 km 해역                     | 4.9 | 10.0      | VII | 지진으로 총 4명이 사망하고 37명이 부상을 입었다. 제레미에서는 여러 채의 건물이 붕괴되너가 손상을 입었다. | 4        | 37       |
| 6일  | 루마니아 아라드주 픈트넬레 서남쪽 6 km 지점                   | 4.7 | 5.8       | VII | 아라드주의 건물 100여채가 피해를 입었다. | -        | -        |
| 7일  | 미얀마 에야워디도 냐웅돈 남남서쪽 20 km 지점                  | 4.8 | 10.0      | VI  | 머우빈 지역에서 3명이 사망하고 다수가 부상을 입었다. 일부 건물은 붕괴되었으며 여러 건물과 학교, 탑이 피해를 입었다. | 3        | 다수     |
| 7일  | 불가리아 플로브디프주 아세노브그라드 동남쪽 3 km 지점         | 4.6 | 10.0      | VII | 크루모보에서 여러 벽돌담과 굴뚝이 무너졌다. 트란과 아세노브그라드에서 학교 4채가 피해를 입었다. | -        | -        |
| 8일  | 그리스 중앙그리스 아탈란디 서남쪽 6 km 지점                   | 4.8 | 10.0      | V   | 아탈란디에서 주택 최소 32채, 교회 6채, 학교 3채가 피해를 입었다. 엑사르호스에서는 일부 주택의 지붕이 무너졌다. 트라가나에서는 산사태가 일어났다. 에비아섬 북부에서는 지반 침하 현상이 일어났다.                                            | -        | -        |
| 10일 | 타이완 타이난현 위징구 남남동쪽 37 km 지점                    | 4.9 | 26.6      | IV  | 마더우구에서 주택 1채가 붕괴되었다. | -        | -        |
| 11일 | 남아프리카 공화국 하우텡주 앨버튼 남남동쪽 6 km 지점          | 4.9 | 10.0      | VI  | 하우탱주에서 일부 주택이 붕괴되었다. 에퀴르휠레니시 광역자치시에서는 건물 천장이 붕괴되는 사고가 있었다. | -        | -        |
| 11일 | 인도네시아 서자와주 수카부미 동북쪽 16 km 지점                | 3.3 | 10.0      | -   | 보고르현에서 2명이 부상을 입고 주택 2채가 붕괴되었다. 치안주르현에서도 여러 주택이 피해를 입었다. | -        | 2        |
| 11일 | 일본 홋카이도 비라토리정 서남서쪽 18 km 해역                  | 6.2 | 121.0     | V   | 일본 기상청 진도 계급 기준 지토세시, 아쓰마정, 우라카와정에서 최대진도 5약을 관측했다. 지진으로 무로란시에서 여성 1명이 부상을 입었다. 오비히로시와 아비라정에서는 여러 건물의 유리창이 깨졌으며 비라토리정의 한 체육관 천장이 붕괴되었다. | -        | 1        |
| 13일 | 인도 잠무 카슈미르 바다르와흐 동북쪽 22 km 지점               | 5.2 | 10.0      | VII | 지진으로 6명이 부상을 입었다. 키스트와르에서 건물 56채가 붕괴되었고 359채가 손상을 입었다. 바다르와흐와 도다에서 병원을 포함한 여러 건물이 피해를 입었다.                                                                                  | -        | 6        |
| 15일 | 필리핀 칼라바르손 지방 후카이 남남동쪽 11 km 지점             | 6.2 | 112.0     | V   | 라구나주와 바탕가스주에서 42명이 부상을 입었다. 칼라바르손 지방과 미마로파 지방에서 건물 116채가 손상을 입었다. 마닐라 MRT-3 선의 2개 역도 영향을 받았다.                                                                                  | -        | 42       |
| 15일 | 통가 통가타푸섬 호마 서남쪽 280 km 해역                       | 7.2 | 175.0     | VI  | - | -        | -        |
| 16일 | 통가 아타섬 오호누아 남남서쪽 265 km 해역                     | 6.0 | 22.0      | -   | 같은 날 발생한 M6.2 지진의 전진이다. | -        | -        |
| 16일 | 프랑스 누벨아키텐 모제쉬르미뇽 서북서쪽 5 km 지점             | 4.8 | 5.0       | IX  | 2023년 라레뉴 지진 문서 참조. 지진으로 2명이 부상을 입었다. 건물 100여채가 붕괴되었고 5천채 이상이 피해를 입었으며, 되세브르주, 샤랑트마리팀주, 방데주 곳곳에서 산사태와 정전 피해가 발생했다.                                             | -        | 2        |
| 16일 | 통가 아타섬 오호누아 남남서쪽 251 km 해역                     | 6.2 | 20.5      | -   | - | -        | -        |
| 17일 | 통가 아타섬 오호누아 남남서쪽 237 km 해역                     | 6.0 | 35.0      | -   | 전날 발생한 M6.2 지진의 여진이다. | -        | -        |
| 17일 | 이란 서아제르바이잔주 코이 남남서쪽 10 km 지점                | 4.5 | 10.0      | V   | 코이에서 35명이 부상을 입었다. | -        | 35       |
| 18일 | 에콰도르 나포주 아르치도나 동북쪽 36 km 지점                  | 5.1 | 30.3      | V   | 아르치도나에서 창문 유리창이 깨져 1명이 부상을 입었다. | -        | 1        |
| 18일 | 멕시코 바하칼리포르니아수르주 로스카보스 동남동쪽 105 km 해역 | 6.4 | 10.0      | V   | - | -        | -        |
| 18일 | 아프리카 남부 해역                                            | 6.0 | 10.0      | -   | - | -        | -        |
| 19일 | 파푸아뉴기니 동세픽주 안고람 동남동쪽 96 km 해역              | 6.2 | 23.8      | VII | - | -        | -        |
| 25일 | 통가 에우아섬 오호누아 남남서쪽 307 km 해역                   | 6.2 | 9.0       | -   | - | -        | -        |
| 27일 | 에콰도르 에스메랄다스주 무이스네 동쪽 5 km 지점               | 5.0 | 35.0      | VI  | 1명이 부상을 입었다. 건물 20채와 도로도 피해를 입었으며 무이스네에서 정전이 발생했다. | -        | 1        |
| 28일 | 태국 깜팽펫주 븡나랑군 서북쪽 26 km 지점                      | 4.1 | 10.1      | V   | 주택 한채가 반파되었으며 므앙피찟군과 방끄라툼군의 건물 66채가 피해를 입었다. | -        | -        |
| 28일 | 이란 일람주 데흘로란 동남쪽 14 km 지점                        | 4.6 | 15.5      | IV  | 데흘로란에서 1명이 부상을 입었다. | -        | 1        |
| 30일 | 인도네시아 욕야카르타 특별주 반툴현] 남남서쪽 83 km 해역      | 5.9 | 71.0      | IV  | 여성 1명이 심장마비로 사망했고 23명이 부상을 입었다. 중앙자와주, 동자와주, 욕야카르타 특별주에서 건물 22채 이상이 붕괴되고 696채가 파손되었다.                                                                                             | 1        | 23       |

### 7월
| 날짜 | 진원 위치                                                              | Mw  | 깊이 (km) | MMI | 주석 | 사상자   | 사상자   |
| 날짜 | 진원 위치                                                              | Mw  | 깊이 (km) | MMI | 주석 | 사망자수 | 부상자수 |
| ---- | ---------------------------------------------------------------------- | --- | --------- | --- | --- | -------- | -------- |
| 2일  | 통가 바바우 제도 네이아푸 서북쪽 134 km 해역                           | 6.9 | 225.0     | IV  | - | -        | -        |
| 6일  | 폴란드 돌니실롱스크주 폴코비체 동남동쪽 2 km 지점                      | 4.5 | 2.7       | IV  | 루빈 광산에서 7명이 부상을 입었다. | -        | 7        |
| 10일 | 앤티가 바부다 바부다섬 코드링턴 북북동쪽 277 km 해역                   | 6.6 | 10.0      | IV  | - | -        | -        |
| 14일 | 멕시코 치아파스주 피히히아판 서남쪽 87 km 해역                         | 6.3 | 35.0      | IV  | - | -        | -        |
| 15일 | 에콰도르 피친차주 키토 서북서쪽 5 km 지점                              | 4.5 | 12.7      | IV  | 4명이 부상을 입었으며 키토에서 건물 9채가 피해를 입고 산사태도 발생했다. | -        | 4        |
| 16일 | 미국 알래스카주 샌드포인트                                             | 7.2 | 25.0      | VII | 샌드포인트와 킹코브에서 최대 15 cm 높이의 쓰나미를 관측했다. | -        | -        |
| 17일 | 아르헨티나 네우켄주 롱코푸에 동남쪽 18 km 지점                         | 6.6 | 186.0     | VII | 칠레와 이어지는 통신선 일부가 지진으로 절단되었다. | -        | -        |
| 17일 | 페루 우아누코주 팅고마리아 동남쪽 15 km 지점                           | 4.8 | 32.6      | V   | 피코마르카구에서 주택 1채가 붕괴되고 8채가 파손되었다. | -        | -        |
| 19일 | 엘살바도르 라우니온주 인티푸카 남쪽 43 km 해역                         | 6.5 | 69.7      | VI  | 지진으로 2명이 부상을 입었다. 산미겔주, 우술루탄주, 손소나테주에서 병원을 포함해 최소 13채의 건물이 피해를 입었다. 전력망과 통신선도 일시적으로 단절되었다. 산사태가 여러 지역에서 일어나 팬아메리칸 하이웨이 일부 구간도 잠시 끊어졌다. | -        | 2        |
| 20일 | 인도 라자스탄주 자이푸르 동남동쪽 11 km 지점                           | 4.3 | 10.0      | VII | 15명 이상이 부상을 입었고 자이푸스 시가지에서 소규모 피해가 발생했다. | -        | 15       |
| 24일 | 피지 남쪽 외해                                                         | 6.0 | 546.0     | II  | - | -        | -        |
| 24일 | 칠레 리베르타도르헤네랄베르나르도오이긴스주 마찰리 동북동쪽 25 km 지점 | 4.3 | 1.4       | -   | 지진으로 엘테니엔테 광산이 붕괴되어 17명이 부상을 입었다. | -        | 17       |
| 25일 | 튀르키예 아다나주 코잔 동북쪽 18 km 지점                               | 5.5 | 11.6      | VI  | 2023년 튀르키예-시리아 지진의 여진이다. 아다나주와 오스마니예주에서 63명이 부상을 입었으며 이 중 8명이 입원했다. 지진으로 코잔에서 주택 1채가 붕괴되고 건물 18채가 피해를 입었다. 숨바스에서는 주택 1채가 산사태 피해를 입었다.          | -        | 63       |
| 26일 | 바누아투 페나마주 포트올리 동북동쪽 95 km 해역                         | 6.4 | 13.0      | VI  | 메렐라바섬에서 산사태가 발생해 주택이 피해를 입었다. | -        | -        |
| 30일 | 콜롬비아 안티오키아주 아르볼레테스 서북쪽 28 km 지점                   | 5.3 | 56.3      | VII | 푸에르토에스콘디도에서 주택 1채가 붕괴되었다. | -        | -        |

### 8월
| 날짜 | 진원 위치                                                    | Mw  | 깊이 (km) | MMI  | 주석 | 사상자   | 사상자   |
| 날짜 | 진원 위치                                                    | Mw  | 깊이 (km) | MMI  | 주석 | 사망자수 | 부상자수 |
| ---- | ------------------------------------------------------------ | --- | --------- | ---- | --- | -------- | -------- |
| 1일  | 에리트레아 남부주 아디케흐 북북동쪽 43 km 지점               | 5.6 | 10.0      | VII  | 세나페에서 주택 5채가 붕괴되었다. | -        | -        |
| 4일  | 인도네시아 리아우주 시준중현 북북동쪽 59 km 지점             | 4.3 | 10.0      | -    | 쿠안탄신깅기현에서 주택 1채가 붕괴되었고 주택 51채와 병원, 학교가 피해를 입었다.                                                                                       | -        | -        |
| 5일  | 아르헨티나 산티아고델에스테로주 순초코랄 동남쪽 39 km 지점   | 6.2 | 597.7     | II   | - | -        | -        |
| 5일  | 중국 산둥성 더저우시 남쪽 26 km 지점                         | 5.4 | 10.0      | VII  | 2023년 핑위안 지진 문서 참조. 지진으로 24명이 부상을 입었다. 또한 더저우시와 랴오청시 사이 지역에서 건물 219채가 피해를 입었다.                                        | -        | 24       |
| 5일  | 오스트레일리아 웨스턴오스트레일리아주 캐터닝 동쪽 69 km 지점 | 5.2 | 10.0      | VII  | 그노워런거럽에서 건물 한 채가 파괴되었고 다른 한 채가 피해를 입었다.                                                                                                   | -        | -        |
| 6일  | 인도네시아 중앙술라웨시주 팔루 동남동쪽 48 km 해역           | 5.3 | 10.0      | V    | 지진으로 1명이 부상을 입고 주택 14채가 파괴되었으며 건물 281채와 학교 3채, 교히 2채가 피해를 입었다. 시기현에서는 산사태도 발생했다.                                   | -        | 1        |
| 9일  | 통가 니우아 제도 히히포 동북쪽 108 km 해역                   | 6.1 | 42.0      | IV   | - | -        | -        |
| 10일 | 튀르키예 말라티아주 예실리우르트 서남쪽 3 km 지점            | 5.2 | 10.0      | VI   | 2023년 튀르키예-시리아 지진의 여진이다. 말라티아에서 22명이, 예실리우르트에서 1명이 부상을 입었다. 말라티아에서 건물 1채가 붕괴되고 나머지 1채가 심각한 피해를 입었다. | -        | 23       |
| 13일 | 그리스 크레타 팔레오호라 동북동쪽 17 km 지점                 | 5.1 | 10.0      | IV   | 사마리아스협곡에서 지진으로 발생한 낙석에 하이킹하던 사람이 맞아 1명이 부상을 입었다.                                                                                  | -        | 1        |
| 14일 | 남아프리카 공화국 프린스에드워드 제도 외해                   | 6.0 | 10.0      | -    | - | -        | -        |
| 14일 | 북마리아나 제도 티니언섬 산호세 동남쪽 271 km 해역           | 6.1 | 10.0      | III  | - | -        | -        |
| 15일 | 인도 라자스탄주 굴랍푸라 동북동쪽 19 km 지점                 | 3.6 | 10.0      | -    | 비나이에서 주택 1채가 붕괴되고 여러 채가 파손되었다. | -        | -        |
| 16일 | 투르크메니스탄 발칸주 투르크멘바시 북북동쪽 30 km 지점       | 5.1 | 53.6      | IV   | 기질수브에서 건물 20채가 심각한 피해를 입었다. 투르크멘바시에서는 일부 건물이 손상되었다.                                                                              | -        | -        |
| 16일 | 바누아투 토르바주 솔라 서쪽 42 km 해역                       | 6.5 | 193.0     | IV   | - | -        | -        |
| 17일 | 인도네시아 서자와주 팔라부한라투 서남서쪽 124 km 해역        | 5.4 | 54.8      | IV   | 보고르현에서 떨어진 벽돌에 맞아 1명이 부상을 입고 주택 3채가 피해를 입었다. 서반둥현에서는 집 1채가 파괴되었다.                                                        | -        | 1        |
| 17일 | 대서양 중앙 해령 중부                                        | 6.0 | 10.0      | -    | - | -        | -        |
| 17일 | 콜롬비아 메타주 레스트레포 북북서쪽 10 km 지점               | 6.1 | 10.0      | VII  | 2023년 콜롬비아 중부 지진 문서 참조. | 2        | 50       |
| 17   | 콜롬비아 메타주 레스트레포 동쪽 2 km 지점                    | 5.6 | 10.0      | VIII | 2023년 콜롬비아 중부 지진 문서 참조. | 2        | 50       |
| 18일 | 이란 파르스주 게라시 서북쪽 29 km 지점                       | 4.8 | 10.0      | VII  | 에바즈에서 16명이 부상을 입었으면 집 300채 이상이 파괴되거나 파손을 입었다.                                                                                            | -        | 16       |
| 22일 | 아제르바이잔 마살르구 마살르 동남동쪽 4 km 지점              | 4.8 | 55.2      | V    | 마살르에서 주택 1채가 붕괴되고 여러 채가 피해를 입었다. | -        | -        |
| 23일 | 중국 랴오닝성 푸란뎬구 동쪽 15 km 지점                       | 4.7 | 10.0      | V    | 푸란뎬구에서 주택 1채가 붕괴되고 여러 채가 피해를 입었다. | -        | -        |
| 23일 | 아르헨티나 산티아고델에스테로주 캄포가요 동남쪽 16 km 지점   | 6.2 | 568.8     | II   | - | -        | -        |
| 24일 | 튀르키예 말라티아주 예실리우르트 서남쪽 11 km 지점           | 4.8 | 10.0      | V    | 2023년 튀르키예-시리아 지진의 여진이다. 말라티아에서 1명이 부상을 입고 건물 1채가 큰 피해를 입었다.                                                                    | -        | 1        |
| 25일 | 필리핀 소크사르젠 지방 레이크세부 동북동쪽 4 km 지점         | 5.0 | 15.0      | VI   | 트볼리에서 1명이 부상을 입고 다리 1량이 파괴되었으며, 주택 2채와 시청사, 일부 도로가 파손되었고 산사태도 발생했다.                                                     | -        | 1        |
| 28일 | 인도네시아 동자와주 길리 제도 동북동쪽 171 km 해역           | 7.1 | 513.5     | IV   | - | -        | -        |
| 29일 | 튀르키예 콘야주 쿨루 서남쪽 19 km 지점                       | 4.8 | 6.5       | IV   | 굴뚝 하나가 무너졌고 쿨루에서 주택 1채, 모스크 1채, 학교 3채가 피해를 입었다.                                                                                          | -        | -        |
| 31일 | 앙골라 비에주 쿠이토 남쪽 109 km 지점                        | 4.3 | 10.0      | IV   | 쿠이토에서 3명이 부상을 입었다. | -        | 3        |

### 9월
| 날짜 | 진원 위치                                                    | Mw  | 깊이 (km) | MMI | 주석 | 사상자   | 사상자   |
| 날짜 | 진원 위치                                                    | Mw  | 깊이 (km) | MMI | 주석 | 사망자수 | 부상자수 |
| ---- | ------------------------------------------------------------ | --- | --------- | --- | --- | -------- | -------- |
| 1일  | 러시아 쿠릴 열도 세베로쿠릴스크 동북동쪽 11 km 해역          | 6.1 | 146.0     | IV  | - | -        | -        |
| 3일  | 아제르바이잔 중앙아란 경제지역 쿠르다미르 동남동쪽 7 km 지점 | 4.9 | 68.3      | VI  | 쿠르다미르에서 몇몇 건물이 파괴되고 100여채가 큰 피해를 입었다. | -        | -        |
| 4일  | 이란 부셰르주 모흐르 서북서쪽 87 km 지점                     | 4.3 | 10.0      | -   | 반다르에데이르에서 4명이 부상을 입었다. | -        | 4        |
| 5일  | 타이완 자이현 자이시 서북서쪽 15 km 지점                     | 4.9 | 11.7      | V   | 민슝향에서 주택 1채가 붕괴되었다. 또한 신강향에서 학교 2채가 붕괴되고 8채가 피해를 입었다. | -        | -        |
| 6일  | 필리핀 다바오 지방 다바오 서남쪽 5 km 해역                   | 4.9 | 10.6      | IV  | 대피 과정에서 공황으로 최소 125명이 부상을 입었다. 다바오 시내에서 주택 3채가 심각한 피해를 입었으며 주택 8채와 학교 5채가 파손되었다.                                                            | -        | 125      |
| 6일  | 칠레 코킴보주 코킴보 남남서쪽 38 km 지점                     | 6.3 | 36.0      | VI  | 코킴보에서 일부 건물과 공장이 피해를 입었고 정전도 발생했다. | -        | -        |
| 8일  | 뉴질랜드 커르머덱 제도 외해                                  | 6.6 | 89.8      | VI  | - | -        | -        |
| 8일  | 아르헨티나 네우켄주 쿠트랄코 서남쪽 2 km 지점                | 4.2 | 10.0      | -   | 사우살보니토에서 일부 주택이 붕괴되거나 피해를 입었으며 산사태도 발생했다. | -        | -        |
| 8일  | 모로코 알하우즈주 오카임덴 서쪽 56 km 지점                   | 6.8 | 18.5      | IX  | 2023년 마라케시사피 지진 문서 참조. | 2,960    | 5,674    |
| 9일  | 인도네시아 중앙술라웨시주 팔루 북쪽 101 km 해역              | 6.0 | 9.9       | VII | 돈갈라현에서 주택 3채가 피해를 입었다. | -        | -        |
| 11일 | 인도네시아 북말루쿠주 트르나테 북북동쪽 38 km 지점           | 6.0 | 162.5     | IV  | 마나도에서 건물 1채가 붕괴되었다. | -        | -        |
| 11일 | 인도네시아 서자와주 수카부미 동북쪽 21 km 지점               | 3.1 | 10.0      | -   | 치안주르현에서 몇몇 주택의 담벼락이 붕괴되었다. | -        | -        |
| 12일 | 필리핀 카가얀밸리 산체스미라 북쪽 73 km 해역                 | 6.2 | 31.1      | VI  | 칼라얀에서 5명이 부상을 입고 주택 2채가 파괴되었으며 학교 3채가 파손되었다. | -        | 5        |
| 13일 | 칠레 해령 서부                                               | 6.1 | 10.0      | -   | - | -        | -        |
| 13일 | 모로코 알하우즈주 오카임덴 서북서쪽 58 km 지점               | 4.2 | 10.0      | -   | 2023년 마라케시사피 지진의 여진이다. 이미엔탈라에서 산사태가 발생해 1명이 부상을 입었다. | -        | 1        |
| 18일 | 이탈리아 토스카나주 마라디 동남쪽 5 km 지점                  | 5.1 | 10.0      | VI  | 모딜리아나에서 1명이 사망했고 트레도치오에서 1명이 부상을 입었다. 포르티코에산베네데토, 로카산카시아노, 마라디, 트레도치오에서 건물 6채가 심각한 피해를 입었고 그 외 다수의 건물이 피해를 입었다. | 1        | 1        |
| 18일 | 일본 오키나와현 미야코지마시 북쪽 181 km 해역                | 6.3 | 183.5     | IV  | - | -        | -        |
| 21일 | 바누아투 토르바주 솔라 서남서쪽 41 km 해역                   | 6.1 | 188.4     | IV  | - | -        | -        |
| 23일 | 미얀마 양곤도 양곤 북쪽 39 km 지점                           | 4.8 | 10.0      | V   | 베쿠에서 건물 1채가 붕괴되었고 으마비에서 건물 1채가 붕괴되었으며 2채가 피해를 입었다. | -        | -        |
| 24일 | 르완다 남부주 냐마가베구 북쪽 11 km 지점                     | 4.5 | 10.0      | V   | 2명이 부상을 입었다. 카론기구에서는 학교 2채와 주택 11채가 피해를 입었다. | -        | 2        |
| 24일 | 페루 아야쿠초주 아이나구 서남쪽 20 km 지점                   | 4.3 | 10.0      | III | 우아망기야구에서 산사태가 발생해 1명이 부상을 입었고, 우추라카이에서 건물 1채가 피해를 입었다. | -        | 1        |
| 28일 | 바누아투 페나마주 루간빌 동쪽 60 km 지점                     | 6.1 | 127.5     | IV  | - | -        | -        |

### 10월
| 날짜 | 진원 위치                                                      | Mw  | 깊이 (km) | MMI  | 주석 | 사상자   | 사상자   |
| 날짜 | 진원 위치                                                      | Mw  | 깊이 (km) | MMI  | 주석 | 사망자수 | 부상자수 |
| ---- | -------------------------------------------------------------- | --- | --------- | ---- | --- | -------- | -------- |
| 1일  | 인도네시아 서자와주 시술룽 남쪽 12 km 지점                     | 5.3 | 109.9     | III  | 수카부미현에서 주택 2채가 붕괴되고 다른 1채가 큰 피해를 입었다.. 차린긴에서는 주택 3채가 붕괴되고 5채가 피해를 입었다. | -        | -        |
| 2일  | 보스니아 헤르체고비나 서헤르체고비나주 그루데 서남쪽 3 km 지점 | 4.5 | 10.0      | V    | 소비치에서 산사태가 발생해 주택 1채가 파괴되었고 그루데에서는 주택 여러 채가 피해를 입었다. | -        | -        |
| 2일  | 이탈리아 캄파니아주 나폴리 서남서쪽 10 km 지점                 | 4.0 | 3.0       | -    | 아냐노와 바뇰리에서 학교를 포함한 여러 건물이 피해를 입었다. | -        | -        |
| 3일  | 네팔 수두르파슈침주 디파얄실가디 동북쪽 40 km 지점             | 5.7 | 20.1      | VII  | 지진으로 발생한 산사태로 여성 1명이 사망하고 27명이 부상을 입었다. 아흐함구, 바이타디구, 바즈항구, 바주라구에서 최소 주택 1,567채가 파괴되고 5,601채에 피해가 발생했으며 산사태와 정전 피해도 발생했다. 한편 인도에서도 소메슈와르에서 주택 1채가 붕괴되었으며 피토라가흐에서는 주택 여러 채가 피해를 입었다. | 1        | 27       |
| 3일  | 일본 이즈 제도 해역                                            | 6.0 | 10.0      | IV   | - | -        | -        |
| 4일  | 필리핀 카가얀밸리 지방 산체스미라 북쪽 65 km 해역              | 5.7 | 27.0      | V    | 칼라얀에서 2명이 부상을 입었다. | -        | 2        |
| 4일  | 필리핀 다바오 지방 사란가니 동쪽 66 km 해역                    | 6.4 | 121.7     | V    | 다바오에서 13명이 부상을 입고 건물 21채가 피해를 입었다. 말리타에서 건물 3채가, 사란가니에서 주택 1채와 교회가, 제너럴산토스에서 몇몇 상점이 지진 피해를 입었다. 마티에서는 정전도 일시적으로 발생했다. | -        | 13       |
| 5일  | 일본 이즈 제도 해역                                            | 6.1 | 10.0      | IV   | 하치조섬에서 최대 30 cm의 쓰나미를 관측했다. | -        | -        |
| 6일  | 일본 이즈 제도 해역                                            | 6.1 | 10.0      | IV   | - | -        | -        |
| 7일  | 멕시코 오아하카주 마티아스로메로 서쪽 8 km 지점                | 5.9 | 108.4     | V    | 오아하카와 진앙 주변 여러 마을에서 많은 건물, 병원, 교회, 일부 문화재가 피해를 입었으며 산사태와 정전도 발생했다. | -        | -        |
| 7일  | 네팔 수두르파슈침주 디파얄실가디 동북쪽 38 km 지점             | 5.0 | 24.5      | V    | 1명이 부상을 입고 마스타 교외자치체에서 주택 1채가 일부 붕괴되었다. | -        | 1        |
| 7일  | 아프가니스탄 헤라트주 젠데흐잔구 북북동쪽 35 km 지점           | 6.3 | 10.0      | VIII | 2023년 헤라트 지진 문서 참조. | 1,482    | 2,102    |
| 7일  | 아프가니스탄 헤라트주 젠데흐잔구 북북동쪽 26 km 지점           | 6.3 | 10.0      | VIII | 2023년 헤라트 지진 문서 참조. | 1,482    | 2,102    |
| 7일  | 파푸아뉴기니 마당주 마당 동남쪽 56 km 해역                     | 6.7 | 53.5      | VI   | 지진으로 1명이 사망하고 9명이 부상을 입었다, 주택 200채가 붕괴되었으며, 마당 공항의 활주로가 일부 손상되었으며 라이 해안구의 송유관이 파괴되어 일부 정전이 발생했다. | 1        | 9        |
| 7일  | 파푸아뉴기니 마당주 마당 동남쪽 52 km 해역                     | 6.9 | 74.0      | VI   | 지진으로 1명이 사망하고 9명이 부상을 입었다, 주택 200채가 붕괴되었으며, 마당 공항의 활주로가 일부 손상되었으며 라이 해안구의 송유관이 파괴되어 일부 정전이 발생했다. | 1        | 9        |
| 9일  | 슬로바키아 프레쇼우주 스트롭코우 남남동쪽 16 km 지점           | 5.0 | 8.3       | VIII | 1930년 이후 이 지역에서 발생한 최대 규모의 지진이다. 주택 총 16채가 붕괴되었으며 후멘네, 미할로우체, 기로우체, 댜팔로우체에서 건물 1천여 채 이상이 피해를 입었고 정전도 발생했다. | -        | -        |
| 10일 | 아르헨티나 후후이주 아브라팜파 서남서쪽 57 km 지점             | 6.0 | 247.3     | IV   | - | -        | -        |
| 11일 | 아프가니스탄 헤라트주 헤라트 북북서쪽 27 km 지점               | 6.3 | 9.0       | VIII | 2023년 헤라트 지진 문서 참조. | 3        | 169      |
| 11일 | 오스트레일리아 매쿼리섬 해역                                   | 6.3 | 4.8       | -    | - | -        | -        |
| 12일 | 온두라스 코마야과주 라리베르타드 북북동쪽 13 km 지점           | 4.6 | 10.0      | V    | 코마야과의 주택 1채와 라리베르타드의 주택 8채가 파괴되었으며 라스라하스의 주택 38채가 피해를 입었다. | -        | -        |
| 15일 | 아프가니스탄 헤라트주 헤라트 북북서쪽 30 km 지점               | 6.3 | 6.3       | VIII | 2023년 헤라트 지진 문서 참조. | 4        | 162      |
| 15일 | 이란 후제스탄주 람호르모즈 남남서쪽 21 km 지점                 | 5.3 | 10.0      | VI   | 학교 1채가 붕괴되었으며 람시르 지역에서 여러 주택이 피해를 입었다. | -        | -        |
| 16일 | 미국 알래스카주 에이덱 북북서쪽 65 km 해역                     | 6.4 | 187.4     | IV   | - | -        | -        |
| 19일 | 인도네시아 서자와주 반자르 남남서쪽 78 km 해역                 | 5.2 | 59.7      | V    | 판간다란현에서 주택 1채가 붕괴되었고 가루트현에서 1채가 피해를 입었다. | -        | -        |
| 19일 | 이란 파르스주 카제룬 동쪽 38 km 지점                           | 4.8 | 10.0      | IV   | 칸네제냔에서 7명이 부상을 입었고 주택 여러 채가 피해를 입었다. | -        | 7        |
| 21일 | 오스트레일리아 빅토리아주 아폴로베이 서북서쪽 15 km 지점       | 4.8 | 10.0      | VI   | 브링턴에서 벽 하나가 일부 붕괴되었고 컬럭에서 주택 2채가 피해를 입었다. | -        | -        |
| 22일 | 네팔 바그마티주 바랏푸르 동북쪽 35 km 지점                     | 5.2 | 24.7      | V    | 고르카 자치체에서 1명이 부상을 입었다. 다딩구에서는 주택 20채 이상이 파괴되고 75채가 피해를 입었으며 산사태도 발생했다. | -        | 1        |
| 23일 | 뉴질랜드 커르머덱 제도 해역                                    | 6.0 | 23.1      | IV   | - | -        | -        |
| 28일 | 아프가니스탄 헤라트주 헤라트 북북서쪽 24 km 지점               | 5.0 | 10.0      | VI   | 2024년 헤라트 지진의 여진이다. 지진으로 13명이 부상을 입었으며 헤라트 인근 여러 주택과 건물이 붕괴되거나 피해를 입었다. | -        | 13       |
| 29일 | 바누아투 타페아주 이상겔 서북서쪽 55 km 해역                   | 6.0 | 79.9      | V    | - | -        | -        |
| 30일 | 자메이카 포틀랜드구 호프베이 서북서쪽 4 km 지점                | 5.4 | 10.0      | VII  | 41명이 부상을 입었다. 킹스턴에서 지진으로 건물 1채가 붕괴되었으며 다른 건물 여러 채와 공장들이 피해를 입고 정전도 발생했다. 호프베이에서도 건물 1채가 붕괴되었다. | -        | 41       |
| 30일 | 카보베르데 브라바섬 해역                                       | 4.8 | 4.5       | -    | 브라바섬에서 1명이 부상을 입고 주택 4채가 피해를 입었다. 히베이라다가르사에서는 주택 1채가 붕괴되었고 노바신트라에서는 주택 여러 채가 피해를 입었다. | -        | 1        |
| 31일 | 피지 동부구 레부카 동북동쪽 187 km 해역                        | 6.5 | 549.8     | III  | - | -        | -        |
| 31일 | 칠레 아타카마주 바예나르 서남서쪽 81 km 해역                   | 6.6 | 35.0      | VII  | 지진으로 발생한 산사태로 라스브레아스에서 주택 1채가 파괴되었으며 바예나르에서 주택 6채가 피해를 입었고 산펠릭스와 프레이리나에서는 경미한 피해가 발생했으며 라세레나는 정전 피해가 발생했다. 진앙 인근 곳곳에서 산사태도 발생했다.                                                                           | -        | -        |

### 11월
| 날짜 | 진원 위치                                                                | Mw  | 깊이 (km) | MMI  | 주석 | 사상자   | 사상자   |
| 날짜 | 진원 위치                                                                | Mw  | 깊이 (km) | MMI  | 주석 | 사망자수 | 부상자수 |
| ---- | ------------------------------------------------------------------------ | --- | --------- | ---- | --- | -------- | -------- |
| 1일  | 이란 남호라산주 비르잔드 남남동쪽 99 km 지점                             | 4.7 | 10.0      | V    | 지진으로 1명이 부상을 입고 집 1채가 붕괴되었으며 주택 여러 채와 모스크가 피해를 입었다. | -        | 1        |
| 1일  | 인도네시아 동누사틍가라주 쿠팡 동북쪽 22 km 해역                         | 6.1 | 36.1      | VI   | 쿠팡현에서 구조물 145채가, 쿠팡 시내에서 24채가, 남중티모르현에서 1채가 피해를 입었다. | -        | -        |
| 3일  | 그리스 중앙그리스 만두디-림니-아이아아나 동남쪽 8 km 지점                | 5.1 | 9.9       | IV   | 프로코피에서 여러 주택과 상점이 피해를 입었다. 만두디에서는 학교 천장이 무너지는 사고가 있었다. | -        | -        |
| 3일  | 네팔 카르날리주 다일레흐 동쪽 46 km 지점                                 | 5.7 | 16.5      | VIII | 2023년 네팔 지진 문서 참조. | 153      | 375      |
| 6일  | 네팔 카르날리주 다일레흐 동북동쪽 37 km 지점                             | 5.3 | 10.0      | IV   | 2023년 네팔 지진의 여진이다. 지진으로 16명이 부상을 입었으며 서루쿰구와 자자르콧구에서 주택 3채가 붕괴되었다.                                                                                      | -        | 16       |
| 7일  | 에콰도르 코토팍시주 라마나 서북쪽 7 km 지점                              | 5.0 | 18.9      | V    | 발렌시아에서 4명이 부상을 입고 주택 여러 채와 보건소 건물이 피해를 입었으며 정전이 일어났다. 라마나에서는 주택 6채가 피해를 입었으며 부에나페현에서는 주택 1채가 붕괴되고 여러 채가 피해를 입었다. | -        | 4        |
| 8일  | 인도네시아 반다해 해역                                                   | 6.7 | 10.0      | VI   | 1분 후 일어난 규모 M7.1 지진의 전진이다. | -        | -        |
| 8일  | 인도네시아 반다해 해역                                                   | 7.1 | 10.0      | VI   | 다마르섬에서 최대 39 cm 높이의 쓰나미를 관측했다. | -        | -        |
| 8일  | 이란 아르다빌주 빌레흐사바르 서쪽 13 km 지점                             | 4.8 | 52.6      | IV   | 5명이 부상을 입었고 빌레흐사바르에서 경미한 피해가 발생했다. | -        | 5        |
| 8일  | 미국 텍사스주 먼토언 서남서쪽 37 km 지점                                 | 5.2 | 7.4       | VI   | 먼토어와 진앙지 인근에서 부상자 다수가 발생했다. | -        | 다수     |
| 8일  | 인도네시아 반다해 해역                                                   | 6.7 | 10.0      | VI   | 수 시간 전 일어났던 규모 M7.1 지진의 여진이다. | -        | -        |
| 10일 | 도미니카 공화국 몬테크리스티주 라스마타스데산타크루스 서북서쪽 7 km 지점 | 5.0 | 19.0      | VI   | 상가 한채가 붕괴되었고 비야바스케스와 산티아고데로스카바예로스에서 병원, 학교 2채, 여러 쇼핑몰과 경찰서를 포함한 많은 건물이 피해를 입었다.                                                        | -        | -        |
| 10일 | 아이슬란드 쉬뒤르네스 그린다비크 서북서쪽 5 km 지점                      | 5.2 | 10.0      | IV   | 2023년 쉰드흐누퀴르 분화 문서 참조. | -        | -        |
| 10   | 아이슬란드 쉬뒤르네스 보가르 북쪽 2 km 지점                              | 5.3 | 10.0      | VIII | 2023년 쉰드흐누퀴르 분화 문서 참조. | -        | -        |
| 10일 | 인도네시아 반다해 해역                                                   | 6.1 | 10.7      | VI   | 이틀 전 발생했던 규모 M7.1 지진의 여진이다. | -        | -        |
| 13일 | 파푸아뉴기니 뉴아일랜드주 라바울 서북서쪽 135 km 해역                    | 6.1 | 10.0      | IV   | - | -        | -        |
| 13일 | 이란 서아제르바이잔주, 스하루르 서남쪽 24 km 지점                        | 4.3 | 17.0      | IV   | 쇼브트에서 5명이 부상을 입었다. | -        | 5        |
| 14일 | 인도양 남부                                                              | 6.1 | 10.0      | -    | - | -        | -        |
| 17일 | 미얀마 샨주 켕퉁 서남쪽 76 km 지점                                       | 5.7 | 10.4      | VII  | 켕퉁에서 일부 주택이 피해를 입었다. 지진으로 태국에서 부상자 1명이 발생하고 치앙라이주, 치앙마이주, 사꼰나콘주에서 주택 2채, 병원 16채, 학교 28채가 피해를 입었다.                                 | -        | 1        |
| 17일 | 필리핀 소크사르젠 지방 글란 서북서쪽 26 km 해역                          | 6.7 | 78.0      | VIII | 2023년 11월 민다나오 지진 문서 참조. | 11       | 730      |
| 17일 | 인도네시아 서자와주 반자르 남남서쪽 48 km 지점                           | 4.9 | 63.3      | III  | 수카부미현에서 주택 1채가 붕괴되었다. | -        | -        |
| 20일 | 이란 시스탄오발루체스탄주 자헤단 동남동쪽 19 km 지점                     | 4.6 | 10.0      | V    | 자헤단에서 71명이 부상을 입었다. | -        | 71       |
| 21일 | 폴란드 실롱스크주 미스워비체 부근                                        | 1.9 | 0.7       | -    | 미스워비체 인근의 광산이 붕괴되어 2명이 부상을 입었다. | -        | 2        |
| 22일 | 인도네시아 북말루쿠주 토벨로 서쪽 93 km 해역                             | 6.0 | 119.2     | V    | 트르나테에서 1명이 공황으로 사망했다. | 1        | -        |
| 22일 | 바누아투 페나마주 포트올리 동쪽 96 km 해역                               | 6.7 | 13.0      | VII  | 리츠리츠에서 최대 3 cm 높이의 쓰나미가 관측되었다. | -        | -        |
| 24일 | 북마리아나 제도 마우그제도 해역                                          | 6.9 | 16.0      | VI   | - | -        | -        |
| 27일 | 파푸아뉴기니 동세픽주 웨와크 동쪽 45 km 해역                             | 6.5 | 8.0       | VII  | - | -        | -        |

### 12월
| 날짜 | 진원 위치                                                            | Mw  | 깊이 (km) | MMI | 주석 | 사상자   | 사상자   |
| 날짜 | 진원 위치                                                            | Mw  | 깊이 (km) | MMI | 주석 | 사망자수 | 부상자수 |
| ---- | -------------------------------------------------------------------- | --- | --------- | --- | --- | -------- | -------- |
| 1일  | 중국 윈난성 저팡진 서쪽 16 km 지점                                   | 5.0 | 21.4      | V   | 시산향에서 주택 144채가 피해를 입었다. | -        | -        |
| 2일  | 방글라데시 치타공주 람간즈군 동북동쪽 10 km 지점                     | 5.5 | 38.5      | V   | 코밀라에서 200명이 부상을 입고 모스크 1채가 피해를 입었다. 찬드푸르구에서는 10명이, 난갈콧군에서 2명이 부상을 입었으며 다카에서는 1명이 부상을 입고 건물 1채가 피해를 입었고 센바흐군에서도 건물 1채가 피해를 입었다. 이웃한 인도 트리푸라주에서도 건물 1채가 붕괴되고 11채가 피해를 입었다. | -        | 213      |
| 2일  | 필리핀 카라가 지방 히나투안 북쪽 12 km 해역                          | 7.6 | 40.0      | VII | 2023년 12월 민다나오 지진 문서 참조. | 3        | 79       |
| 2일  | 필리핀 카라가 지방 히나투안 북쪽 40 km 해역                          | 6.3 | 13.1      | VI  | 규모 M7.6 지진의 여진이다. | -        | -        |
| 2일  | 필리핀 카라가 지방 바르셀로나 북동쪽 42 km 해역                      | 6.1 | 50.6      | V   | 규모 M7.6 지진의 여진이다. | -        | -        |
| 2일  | 필리핀 카라가 지방 바르셀로나 동북동쪽 47 km 해역                    | 6.0 | 9.0       | V   | 규모 M7.6 지진의 여진이다. | -        | -        |
| 2일  | 필리핀 카라가 지방 바르셀로나 북동쪽 62 km 해역                      | 6.2 | 54.9      | V   | 규모 M7.6 지진의 여진이다. | -        | -        |
| 3일  | 필리핀 카라가 지방 히나투안 동북동쪽 43 km 해역                      | 6.6 | 56.2      | VI  | 규모 M7.6 지진의 여진이다. | -        | -        |
| 3일  | 필리핀 카라가 지방 카그와트 동북동쪽 35 km 해역                      | 6.9 | 30.5      | VI  | 규모 M7.6 지진의 여진이다. | -        | -        |
| 4일  | 파키스탄 발루치스탄 쿠즈다르 남남서쪽 65 km 지점                     | 5.2 | 10.0      | IX  | 쿠즈다르 지역에서 1명이 부상을 입고 주택 여러 채가 큰 피해를 입었다. | -        | 1        |
| 7일  | 바누아투 타페아주 이상겔 남쪽 123 km 해역                            | 7.1 | 48.4      | VII | 레나켈에서 최대 8 cm 높이의 쓰나미를 관측했다. | -        | -        |
| 7일  | 인도네시아 서자와주 팔라부한라투 서쪽 2 km 지점                      | 3.9 | 9.5       | VI  | 수카부미현과 보고르현 지역에서 주택 14채가 붕괴되고 256채, 건물 6채가 피해를 입었으며 지반 균열 현상도 관측되었다. | -        | -        |
| 7일  | 멕시코 푸에블라주 치에틀라 자치체 남남동쪽 10 km 지점                | 5.7 | 51.2      | V   | 탁스코에서 1명이 부상을 입었다. 건물 2채가 지진으로 파괴되었고 푸에블라주의 여러 건물이 피해를 입었다. | -        | 1        |
| 11일 | 통가 바바우 제도 네이아푸 서쪽 158 km 해역                           | 6.1 | 238.4     | IV  | - | -        | -        |
| 13일 | 인도네시아 서자와주 팔라부한라투 북북서쪽 14 km 지점                 | 4.5 | 10.4      | V   | 2명이 부상을 입었고, 보고르현-수카부미현 지역에서 주택 48채가 붕괴되고 1,076채와 건물 9채가 큰 피해를 입었다. | -        | 2        |
| 15일 | 인도네시아 중앙자와주 마제낭 북북동쪽 20 km 지점                     | 4.2 | 9.2       | V   | 브레베스현에서 주택 1채가 붕괴되었고 23채가 피해를 입었다. | -        | -        |
| 16일 | 인도네시아 서수마트라주 파리아만 서북서쪽 144 km 해역                | 5.0 | 52.4      | IV  | 리마풀루코타현에서 산사태로 주택 1채가 파괴되었다. | -        | -        |
| 18일 | 중국 간쑤성 린샤시 서북서쪽 37 km 지점                               | 5.9 | 10.0      | VII | 2023년 지스산 지진 문서 참조. | 151      | 982      |
| 20일 | 페루 아레키파주 이라이구 남남동쪽 11 km 지점                         | 6.2 | 93.4      | V   | 아플라오구에서 일부 주택이 붕괴되고 주택 30여채가 피해를 입었으며 산사태가 발생해 도로가 일시적으로 끊겼다. | -        | -        |
| 21일 | 미국 알래스카주 에이덱 동남쪽 107 km 해역                            | 6.1 | 30.1      | IV  | - | -        | -        |
| 22일 | 아프리카 남부 해역                                                   | 6.1 | 10.0      | -   | - | -        | -        |
| 27일 | 인도네시아 서자와주 신가파르나 남남서쪽 52 km 해역                   | 5.1 | 71.6      | III | 타식말라야현에서 건물 2채가 붕괴되고 주택 1채가 피해를 입었다. 가루트현에서 주택 1채가, 수카부미현에서 주택 1채가 붕괴되었다. | -        | -        |
| 28일 | 러시아 쿠릴 열도 쿠릴스크 동남쪽 113 km 해역                         | 6.5 | 23.8      | V   | - | -        | -        |
| 30일 | 인도네시아 파푸아주 자야푸라 서남서쪽 147 km 해역                    | 6.3 | 39.1      | VI  | - | -        | -        |
| 30일 | 보스니아 헤르체고비나 제니차도보이주 젤레즈노폴레 남남서쪽 9 km 지점 | 4.7 | 10.5      | VI  | 제니차-류베토보 지역에서 5명이 부상을 입고 주택 1채가 붕괴되었으며 몇몇 주택이 심각한 피해를 입었고 산사태와 정전 피해도 발생했다. | -        | 5        |
| 31일 | 인도네시아 서자와주 북수메당 서북쪽 16 km 지점                       | 4.8 | 11.4      | V   | 지진으로 수메당 지역에서 11명이 부상을 입고 주택 81채가 붕괴되었으며 구조물 1,441채가 피해를 입었다. | -        | 11       |